# Diogmites missouriensis
Diogmites missouriensis är en tvåvingeart som beskrevs av Stanley Willard Bromley 1951. Diogmites missouriensis ingår i släktet Diogmites och familjen rovflugor. Inga underarter finns listade i Catalogue of Life.